# NGC 1748
NGC 1748 је емисиона маглина у сазвежђу Златна риба која се налази на NGC листи објеката дубоког неба.
Деклинација објекта је - 69° 11' 6" а ректасцензија 4h 54m 23,7s. Привидна величина (магнитуда) објекта NGC 1748 износи 9,4. NGC 1748 је још познат и под ознакама IC 2114, ESO 56-EN24, in LMC.